# Due sotto tiro
Due sotto tiro (Bount Hunters) è un film statunitense-canadese del 1996 diretto da George Ershbamer. Il film ha avuto un seguito dal titolo Presi di mira del 1997.

## Trama
Jersey Bellini è un cacciatore di taglie che stringe una difficile collaborazione con un rivale per catturare un fuggitivo.